# اوجنات (مذيخرة)

تعديل مصدري - تعديل

اوجنات محلة تابعة لقرية حمر اسفل، التابعة لعزلة الجوالح بمديرية مذيخرة إحدى مديريات محافظة إب في الجمهورية اليمنية، بلغ تعداد سكانها 105 حسب تعداد اليمن لعام 2004.